# Labastide-Dénat

Labastide-Dénat este o comună în departamentul Tarn din sudul Franței. În 2009 avea o populație de 369 de locuitori.

## Evoluția populației
| An        | 1975 | 1982 | 1990 | 1999 | 2006 | 2009 |
| --------- | ---- | ---- | ---- | ---- | ---- | ---- |
| Populație | 199  | 228  | 256  | 239  | 334  | 369  |